# Огнените колесници
„Огнените колесници“ е британски филм от 1981 г., носител на 4 награди „Оскар“.
Филмът разказва истинската история на двама британски лекоатлети, участвали на Олимпийските игри в Париж през 1924 г. – набожният шотландец-християнин Ерик Лидъл (Иън Чарлсън) и английският евреин Харълд Ейбрахамс (Бен Крос). Дълбоко религиозният Лидъл застава на старта, въпреки че той се пада в неделя, а евреинът Ейбрахамс трябва да се изправи срещу антисемитизма.